# De legende van de drie caballeros
De legende van de drie caballeros (Engels: Legend of the Three Caballeros) is een animatieserie uit 2018 geproduceerd door The Walt Disney Company en geïnspireerd op de film De Drie Caballeros uit 1944. De serie bestaat uit dertien afleveringen waarin de drie hoofdpersonen Donald Duck, Panchito Pistoles en Joe Carioca het samen met Xandra, de godin van het avontuur, tegen mythologische figuren moeten opnemen.
In de eerste aflevering erft Donald Duck een vervallen cabana en komt er snel achter dat er nog twee erfgenamen zijn, Joe Carioca en Panchito Pistoles. In de cabana vinden ze een magisch boek en als ze openen komt de godin Xandra tevoorschijn. Ze ziet hen eerst aan voor de oorspronkelijke drie caballeros die ooit tegen een slechte tovenaar vochten en deze wisten op te sluiten. De drie blijken echter afstammelingen van hen te zijn en omdat de tovenaar weer vrij dreigt te komen moeten de drie vrienden snel leren om samen te werken en elk datgene doen waar ze het beste in zijn.
Tijdens hun avonturen komen ze langs de Piramiden van Gizeh, Stonehenge de moai van Paaseiland, de Nazcalijnen en het legendarische Shangri-La. Ze ontmoeten Koning Arthur en krijgen het aan de stok met de Minotaurus. Ook Lizzy, Juultje en Babetje spelen een rol en de Aracuan Bird, die een bijrol heeft in de film uit 1944, komt af en toe voorbij.
De serie ging op 9 juni 2018 in première op het Filipijnse DisneyLife. Vanaf de lancering van Disney+ in 2019 was deze serie ook in de Verenigde Staten en Nederland te zien.

## Nederlandse versie
- Regie: Stephan Holwerda
- Techniek: Ronald Bijlsma
- Vertaling: Joop van den Beucken

| Personage                 | Originele acteur         | Nederlandse acteur   |
| ------------------------- | ------------------------ | -------------------- |
| Donald Duck               | Tony Anselmo             | Anita Heilker        |
| Joe Carioca               | Eric Bauza               | Erik van der Horst   |
| Panchito                  | Jaime Camil              | Wiebe-Pier Cnossen   |
| Xandra                    | Grey Griffin             | Roos van der Waerden |
| Baron Von Sheldgoose      | Wayne Knight             | Ad Knippels          |
| Lord Felldrake            | Kevin Michael Richardson | Finn Poncin          |
| Katrien Duck              | Tress MacNeille          | Laura Vlasblom       |
| Lizzy, Juultje en Babetje | Jessica DiCicco          | Leonoor Koster       |
| Humphrey de Beer          | Jim Cummings             |                      |
| Theodoor Prul             | Thomas Lennon            | Hein van Beem        |
| Dagobert Duck             | Eric Bauza               | Jan Nonhof           |
| Aracuan                   | Dee Bradley Baker        | Dee Bradley Baker    |